# Bolsa de Indonesia
Bolsa de Indonesia (IDX) o en Indonesia Bursa Efek Indonesia (BEI) es la bolsa de valores situada en Yakarta, Indonesia. Fue anteriormente conocida como Jakarta Stock Exchange (JSX) antes de que su nombre cambiara en la fusión con la Bolsa de Surabaya en el año 2007 (SSX). A 31 de diciembre de 2007, la Bolsa de Indonesia tenía 383 compañías cotizando con un valor combinado de mercado de 212 billones de dólares.

## Historia
Originariamente abierta en 1912 bajo el gobierno colonial de Holanda, fue reabierta en 1977 después de varios cierres durante la Primera y Segunda Guerra Mundial. Una vez abierta en 1977, la Bolsa estuvo bajo la supervisión de la recién creada Agencia Supervisora del Mercado de Capitales (Badan Pengawas Pasar Modal, or Bapepam), que rendía cuentas al Ministerio de Finanzas. La negociación y la capitalización creció junto con el desarrollo del mercado de capitales y del sector privado. El 13 de julio de 1992 la Bolsa fue privatizada bajo la propiedad de Jakarta Exchange Inc. Como resultado, las funciones de Bapepam pasaron a ser la Agencia de Supervision del Mercado de Capitales. El 22 de marzo de 1995 JSX lanzó el Sistema de Negociación Automático: Jakarta Automated Trading System (JATS). En septiembre del 2007 la Bolsa de Yakarta y la Bolsa de Surabaya se fusionaron y se pasó a llamar la Bolsa de Indonesia por el Ministerio de Finanzas. La actual localización de la Bolsa de Indonesia es en el edificio IDX en el Distrito de Negocios de Sudirman Central, en el Sur de Yakarta, cerca del Pacific Place Jakarta. El 15 de enero de 2018, el edificio sufrió el desplome de una de sus plantas.

## Índices Bursátiles
Dos de los principales índices bursátiles usados para medir la actividad bursátil de los principales valores son Índice JSX y el Índice Islámico de Yakarta (JII). El JII fue establecido en 2002 para actuar como medidor de las actividades del mercado basado en la Sharia (Ley Islámica). Actualmente hay unos 30 valores dentro del JII. El Índice FTSE/ASEAN fue lanzado por las cinco Bolsas pertenicientes a ASEAN (Bolsa de Singapur, Bursa Malaysia, la Bolsa de Tailandia, la Bolsa de Yakarta, y la Bolsa de Filipinas) y el proveedor global FTSE el 21 de septiembre de 2005. Los índices, cubriendo los cinco mercados dentro de ASEAN, han sido diseñados siguiendo estándares internacionales, ajuste libre del precio, y basados en Industry Classification Benchmark (ICB).

## Fusión
La Bolsa de Yakarta (JSX) y la Bolsa de Surabaya (SSX) se fusionaron en septiembre del 2007 para crear la Bolsa de Indonesia ( Bursa Efek Indonesia).